# قائمة الهجمات الصاروخية الفلسطينية على إسرائيل 2008
فيما يلي قائمة بالهجمات الصاروخية وقذائف الهاون التي شنتها حماس والمقاومون الفلسطينيون من قطاع غزة عام 2008 على إسرائيل. كان هذا جزءًا من تصعيد سريع لهجمات حماس على إسرائيل. حتى وقف إطلاق النار في 19 يونيو 2008، تم إطلاق 2378 صاروخاً وقذيفة هاون، وهو معدل تجاوز 240٪ شهريا، منذ 1639 صاروخ التي تم إطلاقها في عام 2007. تم الاتفاق على وقف إطلاق النار بين إسرائيل وحماس لمدة ستة أشهر 2008 من قبل الجانبين وبدأ في 19 يونيو 2008. استمرت الهجمات المتفرقة خلال وقف إطلاق النار بمعدل متناقص للغاية. تم إطلاق ما مجموعه 20 صاروخًا و 18 قذيفة هاون منذ توقيع وقف إطلاق النار حتى بداية نوفمبر. يمثل هذا انخفاضًا بنسبة 98 ٪ في إطلاق الصواريخ 4 + 1⁄2 شهرًا قبل توقيع وقف إطلاق النار، حيث تم إطلاق أكثر من 1800 صاروخ من غزة. في 4 نوفمبر، هاجم الجيش الإسرائيلي نفقًا عابرًا للحدود في جانب غزة، مما أسفر عن مقتل مقاومين من حماس. وأسفر ذلك عن هجمات بالصواريخ وقذائف الهاون وما تلاها من ضربات جوية إسرائيلية على مواقع الإطلاق وقتل أربعة مقاومين آخرين من حماس. ويزعم مسؤولون إسرائيليون أن حماس كانت تبني نفقًا لاستخدامه في اختطاف جنود إسرائيليين. في أعقاب هذا الحدث، تصاعد عدد الصواريخ التي تم إطلاقها من غزة، حيث تم إطلاق 125 صاروخًا في نوفمبر. تسرد هذه الصفحة الهجمات الصاروخية التي شنها المقاومون الفلسطينيون على إسرائيل. وبحسب إحصاء الجيش الإسرائيلي في 27 ديسمبر، فقد أصاب إسرائيل 3000 صاروخ منذ بداية العام.
قُتل ثمانية أشخاص في هجمات صواريخ القسام وصواريخ غراد وقذائف الهاون على إسرائيل في عام 2008. ووقعت أربع من هذه الوفيات بين 27 و 29 ديسمبر.

## ملخص مرئي
| النوع    | يناير | فبراير | مارس | أبريل | يمكن | يونيو | يوليو | أغسطس | سبتمبر | أكتوبر | نوفمبر | ديسمبر | المجموع |
| -------- | ----- | ------ | ---- | ----- | ---- | ----- | ----- | ----- | ------ | ------ | ------ | ------ | ------- |
| الهاون   | 136   | 228    | 103  | 373   | 206  | 158   | 8     | 3     | 3      | 1      | 68     | 241    | 1528    |
| الصواريخ | 241   | 257    | 196  | 145   | 149  | 87    | 4     | 8     | 1      | 1      | 125    | 361    | 1575    |

الصواريخ حسب الشهر.
قذائف الهاون حسب الشهر.
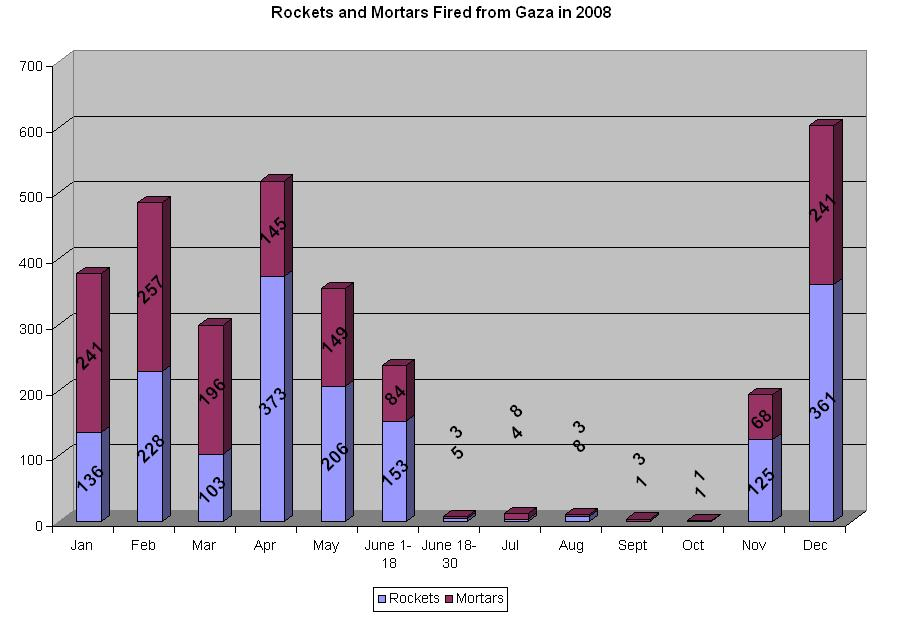
الصواريخ وقذائف الهاون مجتمعة حسب الشهر.

## يناير
3 يناير 2008
أطلق مقاومون فلسطينيون صاروخ كاتيوشا بعيد المدى من طراز غراد إيراني على شمال عسقلان، وهو أطول مدى يصله صاروخ فلسطيني (16.5 إلى 20 كم). سقط هذا الصاروخ في الشمال أكثر من أي صاروخ آخر منذ بدء إطلاق الصاروخ قبل سبع سنوات - 16.5 كيلومترًا (10.3 ميل). لم يصب أحد في الهجوم، رغم أن الصاروخ سقط على بعد 50 مترا فقط (55 ياردة) من حي سكني. كان صاروخ الكاتيوشا الذي أطلق على عسقلان، وهو نموذج من طراز غراد يبلغ قطره 122 ملم (حوالي 5 بوصات)، خامس صاروخ من نوعه يتم إطلاقه باتجاه عسقلان. قد يؤدي استخدام صاروخ الكاتيوشا إلى دخول ربع مليون إسرائيلي إلى مدى الصواريخ (انترناشيونال هيرالد تريبيون). وأرسلت إسرائيل طائرات ودبابات لضرب المباني التي تستخدمها قاذفات الصواريخ، مما أسفر عن مقتل اثني عشر فلسطينيا، من بينهم اثنان إلى أربعة مدنيين.
ورد الفلسطينيون على الضربات الإسرائيلية بوابل من سبعة صواريخ قسام أصاب أحدها ساحة منزل في بلدة سديروت. كما أطلق فلسطينيون 25 صاروخًا آخر على البلدات والقوات الإسرائيلية في النقب الغربي.[بحاجة لمصدر]
4 يناير 2008
أطلق فلسطينيون ثماني قذائف هاون باتجاه جنوب إسرائيل.
أطلق فلسطينيون يعملون من غزة ستة صواريخ قسام على النقب الغربي يوم الجمعة، أصاب أحدها ساحة منزل في بلدة سديروت، مما تسبب في أضرار. وأصيب طفل بجروح طفيفة وتم نقله إلى المستشفى. أصيب العديد من السكان بالصدمة.
في غضون ذلك، سقط صاروخ قسام على حقل مفتوح في النقب الغربي صباح الجمعة. لم يتم التبليغ عن أي أضرار أو إصابات.
9 يناير 2008
تم إطلاق ما لا يقل عن عشرة صواريخ قسام و 12 قذيفة هاون باتجاه إسرائيل. اثنان من اثني عشر صاروخا من طراز قسام "أصاب المنازل مباشرة" في سديروت. وتزامن هذا الهجوم مع وصول الرئيس الأمريكي جورج بوش في زيارة استغرقت ثلاثة أيام. سقط أحد الصواريخ على منزل وسقط في غرفة نوم طفل صغير. كانت والدته قد اصطحبت الطفل البالغ من العمر ثلاثة أسابيع إلى الملجأ بمجرد انطلاق صفارات الإنذار باللون الأحمر.
استهدفت القوات الجوية الإسرائيلية خلية تابعة للجهاد الإسلامي كانت تطلق قذائف الهاون من بيت لاهيا شمال غزة، مما أسفر عن مقتل مقاومين اثنين وإصابة ستة آخرين، بحسب مصادر إسرائيلية ومصادر فلسطينية.
10 يناير 2008
أطلق صاروخ قسام واحد على الأقل باتجاه إسرائيل أصاب كيبوتس ياد مردخاي في النقب الغربي على بعد "100 متر من الكافيتريا".
13 يناير 2008
تم إطلاق ثماني قذائف هاون باتجاه إسرائيل، بما في ذلك واحدة انفجرت في نتيف هعسارة، شمال غزة مباشرة، مما ألحق أضرارًا بمبنى.
15 يناير 2008-18 يناير 2008
سقط 28 صاروخا على النقب الغربي في 15 يناير. وأصيب أحدهم إصابة مباشرة بمنزل، مما أدى إلى إصابة خمسة أشخاص. في 15 يناير، تصاعدت حدة إطلاق الصواريخ من قطاع غزة الذي تسيطر عليه حماس. صرحت وزارة الخارجية الإسرائيلية أنه تم إطلاق أكثر من 100 صاروخ وقذيفة هاون من غزة على مدينتي سديروت وعسقلان في 15 يناير. تم إطلاق أكثر من 120 صاروخ قسام و 65 قذيفة هاون باتجاه غربي النقب في غضون 72 ساعة. أسفرت الهجمات عن إصابة أكثر من ثمانية إسرائيليين.
18 يناير 2008 - 28 يناير 2008
تم تحديد سقوط 30 صاروخ في الفترة من 18 يناير إلى 28 يناير (أعلنت حماس مسؤوليتها عن معظمها) و 83 قذيفة هاون.

## فبراير
5 فبراير 2008
أصيب طفل يبلغ من العمر 8 سنوات وشقيقه الأكبر بجروح خطيرة يوم السبت عندما سقط صاروخ من غزة على بلدة سديروت الإسرائيلية الحدودية. تم نقل والدتهما وشقيقهما الثالث إلى المستشفى وهما يعانيان من الصدمة.
وقال الجيش إن طائرات إسرائيلية قصفت في وقت سابق اليوم مرتين في غزة في محاولة لإحباط عمليات الإطلاق. وقال مسعفون إن أحد المقاومين الفلسطينيين أصيب بجروح خطيرة.
6 فبراير 2008
أصيبت فتاتان، في الثانية عشرة والثانية من العمر، عندما سقط صاروخ قسام أطلق من شمال غزة بالقرب من روضة أطفال في كيبوتس في مجلس إشكول الإقليمي في النقب الغربي. عانت والدتهم من الصدمة. كما تضرر منزل في سديروت. وأعلنت لجان المقاومة الشعبية مسؤوليتها عن الهجوم.
25 فبراير 2008
أطلق مقاومون فلسطينيون خمسة صواريخ قسام على البلدات الإسرائيلية. وسقطت إحداها بالقرب من مدرسة في سديروت، وأصيب طفل بجروح خطيرة في الهجوم.
27 فبراير 2008
تم إطلاق حوالي 50 صاروخ قسام باتجاه النقب، أصاب أحدها موقف للسيارات بالقرب من كلية سابير الأكاديمية، مما أسفر عن مقتل طالب يبلغ من العمر 47 عامًا. وشنت حماس ولجان المقاومة الشعبية والجهاد الإسلامي في فلسطين هذا القصف الصاروخي. بالإضافة إلى ذلك، أطلقوا لأول مرة ستة صواريخ غراد إيرانية الصنع (تُعرف أيضًا باسم كاتيوشا، والتي تشير في الواقع إلى قاذفة الصواريخ الأصلية) على مدينة عسقلان الصناعية. بينما أصيب عدد قليل فقط من الأشخاص بجروح طفيفة، كان لهذا الهجوم الأطول مسافة على مدينة إسرائيلية أكبر تأثير نفسي كبير. وتعهد رئيس الوزراء الإسرائيلي وعدد من الوزراء برد صارم. ورد سلاح الجو بمزيد من الضربات الجوية على مخيم جباليا والجزء الشمالي من قطاع غزة. قُتل حوالي سبعة في الهجمات، معظمهم من المقاومين، لكن رضيعًا يبلغ من العمر ستة أشهر قُتل أيضًا بعد أن أصاب صاروخ منزلاً في المخيم.
28 فبراير 2008
قُتلت فتاة تبلغ من العمر 13 شهرًا من غزة بشظايا متطايرة عندما سقط صاروخ قسام من غزة على إسرائيل وسقط بالقرب من منزلها.

## مارس
1 مارس 2008
تم إطلاق حوالي 50 صاروخًا في غضون 12 ساعة.
قُتل إسرائيلي في هجوم صاروخي على مدينة سديروت. وأصيب عدد من المدنيين بجروح أو أصيبوا بالصدمة.
13 مارس 2008
أطلق صاروخ قسام من غزة باتجاه عسقلان. وسقط الصاروخ، وهو الأول من نوعه خلال يومين، في منطقة مفتوحة بجنوب عسقلان. أعلنت الجبهة الشعبية لتحرير فلسطين، وهي جماعة يسارية علمانية، مسؤوليتها عن الهجوم.
19 مارس 2008
تم إطلاق صاروخين على المجلس الإقليمي شاعر هنيغف.
20 مارس 2008
سقط صاروخ داخل حدود المجلس الإقليمي شاعر هنيغف خلال عطلة عيد الفور اليهودي.

## أبريل
17 أبريل 2008
تم إطلاق 17 صاروخا باتجاه النقب الغربي بالقرب من عسقلان.
18 أبريل 2008
تم إطلاق ستة عشر صاروخا من صواريخ القسام باتجاه إسرائيل. أصاب أحد الصواريخ خطوط الكهرباء وأصاب صاروخ آخر مجمعا سكنيا في سديروت.
21 أبريل 2008
أطلقت القوات الفلسطينية العاملة انطلاقا من قطاع غزة يوم الاثنين ما لا يقل عن تسعة صواريخ وقذائف هاون على بلدات جنوب إسرائيل، مما أدى إلى إصابة طفل إسرائيلي يبلغ من العمر 4 سنوات (إصابات طفيفة من شظية) وإلحاق أضرار بعدد من المنازل.
22 أبريل 2008
أصاب صاروخ أطلق من شمال غزة المنطقة الصناعية الجنوبية لمدينة عسقلان الساحلية الإسرائيلية.
29 أبريل 2008
تم إطلاق أكثر من 15 صاروخ قسام و 20 قذيفة هاون على إسرائيل طوال اليوم، حيث سقط اثنان من صواريخ القسام وثماني قذائف هاون داخل وحول بلدات النقب الغربي.
30 أبريل 2008
سقط صاروخان على الأقل أطلقته القوات الفلسطينية المتمركزة في غزة على بلدة سديروت جنوب إسرائيل بينما كان السكان المحليون يحضرون مراسم إحياء ذكرى المحرقة مساء الأربعاء.

## مايو
1 مايو 2008
أطلق مسلحون من غزة ما لا يقل عن 10 صواريخ على سديروت والبلدات المجاورة. سقط أحد الصواريخ بالقرب من مدرسة ثانوية إسرائيلية. أصيب عدد من الطلاب بالصدمة.
9 مايو 2008
قُتل إسرائيلي (48 عاما) يوم الجمعة بقذيفة هاون أثناء عمله في حديقته في كيبوتس كفار عزة وأعلن مقاومون فلسطينيون من حركة حماس، الذين يطلقون بانتظام الصواريخ وقذائف الهاون على إسرائيل من غزة، مسؤوليتهم.
10 مايو 2008
سقوط صاروخان في عسقلان. واحد بالقرب من المدرسة في الساعة 7 صباحًا، قبل وقت قصير من وصول الأطفال.
11 مايو 2008
أطلق الجناح العسكري لحركة الجهاد الإسلامي، سرايا القدس، ظهر يوم الأحد، صاروخين من صواريخ القسام على منطقة النقب الغربي. وسقط أحد الصواريخ في ساحة انتظار سيارات كلية سابير، مما تسبب في إصابة امرأة بالصدمة وإلحاق أضرار ببعض المركبات. وسقط الصاروخ الآخر في سديروت بالقرب من حافلة تقل تلاميذ مدارس. أصيب ثلاثة أطفال بالصدمة وتلقوا العلاج من قبل المسعفين التابعين لنجمة داوود الحمراء. وتحطمت نوافذ الحافلة واندلع حريق في مكان قريب.
12 مايو 2008
قُتل إسرائيلي في ساعة مبكرة من مساء الإثنين من جراء سقوط صاروخ قسام فلسطيني على الفناء الخلفي لمنزل سكني في يشع - مجتمع صغير تابع لمجلس إشكول الإقليمي. عولج رجل يبلغ من العمر 50 عامًا من الصدمة. وأعلنت سرايا القدس الجناح العسكري لحركة الجهاد الإسلامي مسؤوليتها عن الهجوم.
13 مايو 2008
أُطلقت خمسة صواريخ قسام باتجاه إسرائيل.
14 مايو 2008
تم إطلاق صاروخ كاتيوشا (يشار إليه أيضًا باسم غراد) على مدينة عسقلان الإسرائيلية، حيث أصاب عيادة في الطابق الثالث من مركز تسوق هوزوت في الساعة 6:00 مساءً. وأسفر هذا الهجوم عن إصابة ثلاثة أشخاص بجروح خطيرة، وإصابة اثنان بجروح متوسطة، وإصابة 11 شخصًا بجروح طفيفة. وقالت الجبهة الشعبية لتحرير فلسطين - القيادة العامة إن مقاتليها أطلقوا الصاروخ.
15 مايو 2008
بعد ساعات من وصول الرئيس بوش في زيارة رسمية، سقط صاروخ أطلقه مقاومون من غزة على مركز تجاري في عسقلان، المدينة الواقعة في أقصى جنوب إسرائيل على ساحل البحر المتوسط، مما أدى إلى إصابة أكثر من 30 شخصًا.
18 مايو 2008
سقط نحو 15 صاروخا منطقة سديروت يوم الأحد.
19 مايو 2008
لقيت سيدة تبلغ من العمر 35 عاما مصرعها وأصيب اثنان آخران مساء الاثنين عندما سقط صاروخ قسام على سيارة في بلدة سديروت بغرب النقب. كانت المرأة تقف بجوار السيارة وقت الضربة، وتم نقلها إلى مستشفى برزيلاي في عسقلان. وقالت المتحدثة باسم المستشفى إنها توفيت في طريقها إلى المستشفى.
وفقًا للجيش الإسرائيلي، تم إطلاق ما مجموعه 15 صاروخًا على المنطقة يوم الاثنين. أعلنت حماس والجهاد الإسلامي ولجان المقاومة الشعبية مسؤوليتهم عن الهجوم.
24 مايو 2008
أُطلقت أربعة صواريخ باتجاه غربي النقب يوم السبت، أكد اثنان منها أنهما من صواريخ غراد بعيدة المدى. استيقظ السكان على وابل أول مرة في الساعة 6:40 صباحًا مع انطلاق صفارات الإنذار باللون الأحمر. سقط أول صاروخين في منطقة ناحال عوز. كان الصاروخان المتبقيان من صواريخ غراد بعيدة المدى. سقط أحدهما في نتيفوت والآخر بالقرب من معجاليم. لم يبلغ عن إصابات أو أضرار. وطوال اليوم أطلقت من غزة وابل من قذائف الهاون، معظمها باتجاه قوات الجيش الإسرائيلي العاملة على طول السياج الحدودي.
31 مايو 2008
أطلق مسلحون فلسطينيون خمسة صواريخ قسام من قطاع غزة. ولم ترد انباء عن وقوع اصابات او اضرار. أصاب صاروخ قسام سادس عاملين مهاجرين من تايلاند، صباح السبت عندما أصاب صاروخ قسام دفيئة زراعية في النقب الغربي التي كانا يعملان فيها.

## يونيو
2 يونيو 2008
سقطت سبعة صواريخ قسام وأربع قذائف هاون في صحراء النقب الغربي. وأصيب خمسة أشخاص، من بينهم عاملان مزارعان بدويان ومزارع وعاملان مهاجران تايلانديان.
5 يونيو 2008
أطلقت حماس ثلاث قذائف هاون من غزة سقطت في مصنع نيرلات للدهانات في كيبوتس نير عوز مما أسفر عن مقتل إسرائيلي (52 عاما) يوم الخميس. وأصيب خمسة إسرائيليين آخرين. أعلنت كتائب عز الدين القسام التابعة لحركة حماس مسؤوليتها عن إطلاق قذيفة هاون.
6 يونيو 2008
سقط وابل من صواريخ القسام على مدينة سديروت الغربية والمنطقة المحيطة بها بعد ظهر يوم الجمعة. انفجرت إحدى صواريخ القسام بالقرب من كلية سابير مما أدى إلى إلحاق أضرار بمبنى في الحرم الجامعي بالإضافة إلى ست سيارات. وأطلقت تسع قذائف هاون على النقب الغربي في عدة هجمات في وقت سابق من اليوم. تضرر مبنى، لكن لم يصب أحد.
8 يونيو 2008
أطلقت سرايا القدس أربعة صواريخ باتجاه جنوب إسرائيل، مما أدى إلى إصابة عامل أجنبي تايلاندي بجروح طفيفة.
10 يونيو 2008
أطلقت حماس 18 قذيفة هاون باتجاه إسرائيل. وسقطت قذائف الهاون، التي أطلقت في رشقتين منفصلتين، في مناطق مكشوفة بالقرب من ناحال عوز. وأطلقت أربع قذائف هاون وأربعة صواريخ قسام في وقت لاحق من نفس اليوم.
11 يونيو 2008
تم إجلاء عمال المصنع من المنطقة بعد اندلاع حريق نتيجة سقوط قذيفتي هاون من غزة. وأصيب رجل بجروح طفيفة من شظايا.
12 يونيو 2008
أصيبت التجمعات السكانية المجاورة لغزة بعشرات قذائف الهاون والصواريخ، على ما يبدو كغطاء للتسلل إلى البلاد بواسطة جرافة محملة بالمتفجرات. لكن توقفت المحاولة.
أصيبت امرأة إسرائيلية تبلغ من العمر 59 عاما بجروح طفيفة إلى متوسطة في منطقة ياد مردخاي بعد ظهر يوم الخميس حيث أطلقت الفصائل الفلسطينية وابلا من قذائف الهاون وصواريخ القسام على بلدات إسرائيلية بالقرب من حدود غزة. سقط ما لا يقل عن 40 قذيفة هاون و 25 صاروخ قسام في إسرائيل، وبشكل أساسي في مجلس حوف أشكلون الإقليمي، ونتيجة لذلك اندلع عدد من الحرائق. وقال عضو في كيبوتس ناحال عوز لصحيفة (Ynet) إن السكان تلقوا تعليمات حاليًا بالبقاء في الملاجئ والغرف المحصنة. وسقطت إحدى قذائف الهاون في الأراضي الفلسطينية بالقرب من معبر إيريز، مما أدى إلى إصابة فلسطيني بجروح طفيفة. طلب مسعفو نجمة داوود الحمراء علاج الرجل الجريح لكن مُنعوا من الوصول. كما سقط صاروخ على ما يبدو من نوع "غراد" بالقرب من عسقلان. ولم ترد أنباء عن وقوع إصابات لكن عددًا من الأشخاص أصيبوا بالصدمة.
16 يونيو 2008
أصاب صاروخ من نوع غراد أطلق من قطاع غزة مقبرة في عسقلان، مما أدى إلى إصابة شخص بجروح طفيفة. وانفجر صاروخ آخر داخل المدينة. وأصيب الضحية بشظايا في رقبته. وأصيب عدة أشخاص آخرين بالصدمة وعولجوا من قبل طواقم الطوارئ الطبية في مكان الحادث. وأعلن قادة حماس في غزة مسؤوليتهم عن الغارة.
17 يونيو 2008
ليلة الثلاثاء، أطلق مقاومون ما يصل إلى 10 صواريخ على إسرائيل. وقالت متحدثة عسكرية إن العديد منها سقط في مناطق مفتوحة حول بلدة سديروت الإسرائيلية الحدودية.
18 يونيو 2008
أُطلق أكثر من 40 صاروخا وقذيفة هاون من غزة باتجاه مدينة سديروت. ضرب العديد منها البلدة، مما تسبب في بعض الأضرار.
23 يونيو 2008
أُطلقت قذيفة هاون واحدة من غزة في وقت متأخر من ليلة الاثنين وسقطت على الجانب الإسرائيلي من السياج الحدودي. لم يتبن أي تنظيم المسؤولية عن الهجوم.
24 يونيو 2008
أصابت ثلاثة صواريخ قسام أُطلقت من غزة يوم الثلاثاء بلدة سديروت الإسرائيلية الحدودية ومحيطها، ولم تتسبب في وقوع إصابات خطيرة، لكنها شكلت أول انتهاك خطير لهدنة استمرت خمسة أيام بين إسرائيل وحماس.
وسقط صاروخ في حديقة منزل في الفناء الخلفي بينما سقط صاروخ آخر في أرض مفتوحة. عولج شخصان من الصدمة.
أعلنت حركة الجهاد الإسلامي مسؤوليتها عن الهجوم وقالت إنه جاء ردا على قيام قوات الاحتلال باغتيال "طارق أبوغالية" و"إياد خنفر"، وهما طالبان في جامعة النجاح، حيث كانت قوات الاحتلال قد داهمت مبنى يسكنه طلاب من الجامعة في ضاحية المخفية في المدينة وبعد انسحابها عثر على جثتي الشهيدين.
وقع الهجوم الصاروخي بعد ساعات من لقاء أولمرت بالرئيس المصري حسني مبارك في منتجع شرم الشيخ المطل على البحر الأحمر لمناقشة الخطوات التالية في الهدنة الهشة بوساطة مصرية وتجديد الجهود لحل قضية العريف الإسرائيلي جلعاد شاليط الذي أسرته حماس في غزة منذ 25 يونيو 2006.
قررت وزارة الدفاع الإسرائيلية أن إسرائيل ستبقي معابر غزة الحدودية مغلقة يوم الخميس، باستثناء الحالات الإنسانية الخاصة، ردًا على هجمات صواريخ القسام يوم الثلاثاء.
26 يونيو 2008
أصاب صاروخ منطقة مكشوفة بالمنطقة الصناعية خارج سديروت. ولم ترد تقارير عن وقوع اصابات او اضرار حسب مصادر الجيش. وأعلنت كتائب شهداء الأقصى التابعة لفتح مسؤوليتها عن الهجوم. وفي رسالة نصية أرسلها إلى الصحفيين قالت "الهدنة يجب أن تشمل الضفة الغربية ويجب أن تتوقف كل أنواع العدوان".
صباح الخميس، اتهمت حماس إسرائيل بانتهاك شروط وقف إطلاق النار في غزة بعد يوم من قرار وزارة الدفاع الإسرائيلية أن إسرائيل ستبقي معابر غزة مغلقة يوم الخميس، باستثناء الحالات الإنسانية الخاصة، ردا على هجمات صواريخ القسام يوم الثلاثاء - " قال المتحدث باسم حماس سامي أبو زهري صباح الخميس إن بقيت المعابر مغلقة، فإن الهدنة ستنهار".
27 يونيو 2008
في وقت مبكر من يوم الجمعة، أُطلقت قذيفتا هاون باتجاه إسرائيل من شمال قطاع غزة. سقط أحدهم بالقرب من كيبوتس كفار عزة في مجلس شاعر هنيغيف الإقليمي، والثاني سقط في منطقة مفتوحة. ولم ترد تقارير عن وقوع إصابات او أضرار.
في أعقاب الهجوم الصاروخي الذي نفذته كتائب شهداء الأقصى يوم أمس، وصف المتحدث باسم حكومة حماس "طاهر النونو" تصرفات فتح بأنها "غير وطنية". وقال إن حماس تدرس إمكانية اتخاذ إجراءات ضد منفذي الهجمات ضد إسرائيل.
دعا رئيس وزراء حماس إسماعيل هنية، الجمعة، الفصائل الفلسطينية إلى الالتزام باتفاق التهدئة المبرم مع إسرائيل في قطاع غزة. وقال عقب صلاة الجمعة: "قبلت الفصائل والشعب التهدئة حفاظاً على مصلحتين - إنهاء العدوان ورفع الحصار، لذلك نتمنى أن يحترم الجميع هذا الاتفاق الوطني".
28 يونيو 2008
إطلاق قذائف هاون على معبر كارني. ولم تعلن أي جهة مسؤوليتها عن الهجمات. حجبت إسرائيل جميع الشحنات إلى غزة باستثناء الوقود، رداً على الهجمات الصاروخية وقذائف الهاون.
30 يونيو 2008
سقوط صاروخ قرب بلدة مفلاسيم. ولم تعلن أي جهة مسؤوليتها عن الهجوم. رداً على ذلك، أغلقت إسرائيل مجدداً المعابر التي أعيد فتحها في 29 يونيو 2008.

## يوليو
2 يوليو 2008
لم تكن هناك أية هجمات صاروخية أو قذائف هاون، لذا أعادت إسرائيل فتح معابر غزة الأربعة يوم الأربعاء 2 يوليو. منذ بدء الهدنة في 19 يونيو، أغلقت إسرائيل المعابر ستة أيام رداً على الهجمات الصاروخية.
3 يوليو 2008
سقوط صاروخ في منطقة مفتوحة شمال سديروت. وأعلنت منظمة غير معروفة تطلق على نفسها اسم "قوات بدر" مسؤوليتها عن الهجوم. رداً على ذلك، أغلقت إسرائيل المعابر مؤقتاً في 4 يوليو 2008.
7 يوليو 2008
أطلقت قذيفة هاون على إسرائيل من غزة يوم الاثنين وسقطت بالقرب من معبر كارني.
8 يوليو 2008
استهدفت قذائف الهاون من غزة معبر صوفا. سقط أحدهما داخل غزة والآخر عند المعبر. وبعد ساعات، أطلق مسلحون قذيفة أخرى على إسرائيل، دون وقوع إصابات أو أضرار، بحسب الجيش الإسرائيلي. ولم تعلن أي جماعة فلسطينية مسؤوليتها على الفور.
10 يوليو 2008
تم إطلاق صاروخين من صواريخ القسام باتجاه إسرائيل، لكن دون إحداث أضرار، بعد مقتل متسلل غير مسلح من كتائب شهداء الأقصى عند معبر كيسوفيم. وقال متحدث باسم الجيش الإسرائيلي إنهم أطلقوا طلقات تحذيرية وعندما لم يتوقف الرجل قتلوه. وتوعدت كتائب شهداء الأقصى بالانتقام وأعلنت مسؤوليتها عن الهجوم الصاروخي.
12 يوليو 2008
سقوط صاروخ في منطقة مكشوفة في المجلس الإقليمي شاعر هنيغف. ولم تعلن أي جهة مسؤوليتها عن الهجوم.
13 يوليو 2008
سقطت قذيفتا هاون على جانب غزة من السياج الحدودي في منطقة ناحال عوز. ولم تعلن أي جهة مسؤوليتها عن الهجوم. وردت إسرائيل بإغلاق معبري ناحال عوز وصوفا.
15 يوليو 2008
تم تحديد سقوط قذيفة هاون.
25 يوليو 2008
سقوط صاروخ على غزة بالقرب من معبر كيسوفيم.
29 يوليو 2008
صاروخ آخر انطلق من غزة وسقط بالخطأ في غزة.
31 يوليو 2008
مرة أخرى، صاروخ ينطلق ويهبط في غزة.

## أغسطس
1 - 31 أغسطس
في شهر أغسطس، تم إطلاق 7 صواريخ و 12 قذيفة هاون من غزة على إسرائيل.

## سبتمبر
من 1 إلى 30 سبتمبر
شكل شهر سبتمبر هدوءا كبيرا في عدد الهجمات الصاروخية وقذائف الهاون. في هذا الشهر، تم إطلاق 3 صواريخ وقذيفتي هاون من غزة على إسرائيل. لم يتسببوا في وقوع إصابات أو وفيات.

## أكتوبر
11 أكتوبر
تم إطلاق صاروخ واحد من غزة على إسرائيل ولم يسفر عن وقوع إصابات أو وفيات.

## نوفمبر
4 نوفمبر
أطلقت حماس 30 صاروخ قسام على إسرائيل بعد عملية إسرائيلية في 4 نوفمبر لإغلاق نفق عبر الحدود بطول 250 مترًا في غزة. وقد قُتل خلال هذه العملية 7 من نشطاء حماس.
6-12 نوفمبر
بالنظر إلى زيادة إطلاق النار عبر الحدود، بدأت الهدنة المتفق عليها قبل خمسة أشهر تتعثر. بين 5 و 12 نوفمبر، تم إطلاق 22 صاروخا و 9 قذائف هاون باتجاه إسرائيل.
من 12 إلى 19 نوفمبر
في هذا الأسبوع تم إطلاق 62 صاروخا و 26 قذيفة هاون من غزة على إسرائيل. وأظهرت نتائج هذه الهجمات إصابة 16 شخصا بجروح، 13 أصيبوا بالصدمة و 3 أصيبوا بجروح طفيفة.
21 نوفمبر
سقوط صاروخ على المنطقة الصناعية في عسقلان.
من 22 إلى 23 نوفمبر
أُطلقت أربعة صواريخ قسام من غزة على إسرائيل في نهاية الأسبوع.
24-25 نوفمبر
سقط صاروخان من صواريخ القسام في إسرائيل.
26-27 نوفمبر
سقطت أربعة صواريخ قسام في النقب الغربي، وألحق أحدها أضرارا بمنزل في كيبوتس.

## ديسمبر
3 ديسمبر
أطلق ما لا يقل عن أربعة صواريخ قسام و 15 قذيفة هاون من قطاع غزة باتجاه النقب الغربي. وأعلنت سرايا القدس التابعة لحركة الجهاد الإسلامي مسؤوليتها عن الهجوم. وألحقت إحدى قذائف الهاون أضرارا بكابل كهرباء إسرائيلي كان يستخدم لنقل الكهرباء إلى قطاع غزة.
6-7 ديسمبر
سقط ما لا يقل عن 20 صاروخا من صواريخ القسام وقذيفة هاون أطلقت من قطاع غزة على النقب الغربي في نهاية الأسبوع. سقط صاروخ قسام بالقرب من مدرسة في سديروت.
12 ديسمبر
سقط صاروخان أُطلقا من قطاع غزة في منطقة مفتوحة في إسرائيل قبل أسبوع من انتهاء الهدنة. وسقطت صواريخ القسام التي اطلقت يوم الجمعة في مناطق مفتوحة ولم تسبب أضرارا.
16 ديسمبر
سقط ما لا يقل عن ستة صواريخ قسام وقذيفة هاون على إسرائيل بعد ساعات من قيام القوات الاسرائيلية باغتيال قائد بحركة الجهاد الاسلامي في الضفة الغربية. سقط أحد الصواريخ التي تم إطلاقها في ملعب كرة القدم بكلية سابير في سديروت. عولج العديد من الأشخاص من الصدمة.
17 ديسمبر
أصاب صاروخ قسام ساحة انتظار لمركز تجاري في سديروت، مما أدى إلى إصابة ثلاثة إسرائيليين. تم إطلاق ما لا يقل عن 18 صاروخًا و 6 قذائف هاون هذا اليوم على جنوب إسرائيل، قبل 48 ساعة من انتهاء الهدنة بين إسرائيل وحماس.
18 ديسمبر
أعلنت حماس انتهاء هدنة الستة أشهر مع إسرائيل. أطلقت سرايا القدس ثلاثة صواريخ باتجاه إسرائيل.
21 ديسمبر
سقط ما لا يقل عن 50 صاروخا وقذيفة هاون على جنوب إسرائيل منذ انتهاء وقف إطلاق النار مع حماس في 19 ديسمبر. سقطت صواريخ على المنطقة الصناعية في عسقلان بالقرب من مدرسة ابتدائية ومركز ثقافي للشباب في النقب الغربي ومنزل في سديروت. أصيب عامل أجنبي. وردا على ذلك، قصفت القوات الإسرائيلية ما لا يقل عن قاذفتين صاروخيتين في غزة.
22 ديسمبر
تم إطلاق ثلاثة صواريخ قسام على إسرائيل بعد ظهر ومساء الإثنين، بينما توقفت حماس في الغالب عن إطلاق الصواريخ على إسرائيل لمدة 24 ساعة بناء على طلب مصر.
23 ديسمبر
سقط ما لا يقل عن خمسة صواريخ قسام أطلقت من قطاع غزة على النقب الغربي.
24 ديسمبر
سقط أكثر من 60 صاروخا من صواريخ القسام وعشرات قذائف الهاون على منازل ومصانع وملعب في جنوب إسرائيل. ضرب صاروخان أطول مدى من نوع غراد منطقة عامة في شمال عسقلان. وأصيبت منازل في كيبوتس شاعر هنيغيف وسدوت نيغيف بأضرار جسيمة من جراء الإصابات المباشرة. كما سقط صاروخ بالقرب من ملعب في نتيفوت. وأصيب مصنع في النقب الغربي مرتين. عولج العديد من الأشخاص في تلك المناطق من الصدمة.
أصيب فلسطينيان عندما سقط صاروخ على منزل في بلدة شمال غزة.
26 ديسمبر
تم إطلاق عشرات الصواريخ وقذائف الهاون من غزة على إسرائيل، سقط أحدها عن طريق الخطأ وضرب منزلاً في شمال غزة وقتل شقيقتين فلسطينيتين، وأصيبت ثالثة.
27-31 ديسمبر
(انظر الحرب على غزة (2008–2009))